# The Charles Bukowski Tapes
The Charles Bukowski Tapes est une série télévisée documentaire français réalisée par Barbet Schroeder. Elle est ensuite diffusée au format film en 1987 au cinéma.

## Synopsis
En préparant le film Barfly, d'après un scénario semi-autobiographique de Charles Bukowski, le réalisateur français Barbet Schroeder décide de filmer et d'interviewer le célèbre écrivain et poète américain. Bukowski revient sur ses obsessions, la vie, la mort, la littérature, les femmes, la violence et l'alcoolisme.

## Fiche technique
Sauf indication contraire, les informations mentionnées dans cette section peuvent être confirmées par la base de données cinématographiques IMDb,  présente dans la section « Liens externes ».
- Titre français : The Charles Bukowski Tapes
- Autre titre pour la diffusion TV : Charles Bukowski par Barbet Schroeder
- Réalisation et scénario : Barbet Schroeder
- Photographie : Paul Challicombe et Steven Hirsch
- Montage : Barbet Schroeder et Paul Challacombe
- Musique : Jean-Louis Valero
- Production : Margaret Menegoz et Barbet Schroeder
- Société de production : Les Films du losange
- Pays d'origine :  France
- Format : Couleurs - 1,37:1 - 35 mm - 1,37:1 - son mono
- Genre : documentaire
- Durée : 240 minutes (50 fois 5 minutes)
- Dates de sortie[2] :
  - France : 7 janvier 1985 (1re diffusion TV)
  - États-Unis : 1987 au cinéma
  - France : 26 avril 2017 (DVD[3])

## Distribution
- Charles Bukowski
- Linda Lee Bukowski
- Barbet Schroeder

## Production
Au début des années 1980, le réalisateur français Barbet Schroeder développe le film Barfly, d'après un scénario semi-autobiographique de Charles Bukowski. Le projet est compliqué à financer et traine en longueur :

« C'est la frustration de ne pas pouvoir faire Barfly dans un premier temps qui m'a poussé à filmer mes soirées avec Charles Bukowski. Je passais des soirées extraordinaires avec lui à travailler sur le scénario de Barfly. On s'est beaucoup vus. On a même fait deux versions du scénario. Mais je n'arrivais pas à trouver l'argent pour financer le film. Alors je me suis dis qu'entre-temps, ce serait une bonne chose de partager la merveille de passer une soirée avec Bukowski. »

— Barbet Schroeder, 2017
Barbet Schroeder évoque un tournage très alcoolisé : « Sept bouteilles à deux, chaque soir. Contrairement aux idées reçues, plus il s'alcoolisait, plus ses interventions gagnaient en profondeur. Bukowski était un cas unique d'alcoolique qui ne devenait pas plus idiot à mesure qu'il buvait. »